# Francesco Saverio De Rogati
Francesco Saverio De Rogati (Bagnoli Irpino, 9 gennaio 1745 – Napoli, 9 agosto 1827) è stato un giurista, librettista e traduttore italiano.

## Biografia
Studiò a Napoli. A Roma si distinse tra gli accademici dell'Arcadia con lo pseudonimo Argisto Genesio. Di ritorno a Napoli acquistò fama nel foro e re Ferdinando IV lo nominò successivamente procuratore fiscale della suprema giunta della Posta, ispettore della cassa sacra, uditore appellato caporuota de' tribunali di Calabria, intendente di Catanzaro, consigliere della Suprema Corte di Giustizia e capo della commissione incaricata alla stesura del nuovo codice penale.
Allievo di Saverio Mattei, letterato ed epigono di Metastasio, fu autore di melodrammi (Armida abbandonata, messo in musica da Niccolò Jommelli) e di traduzioni da Anacreonte e Saffo, che all'epoca ebbero una certa fama.

## Opere
(elenco parziale)
- Poesie varie, a cura di Tommaso De Rogati, Napoli, 1842. (raccolta postuma)